# Athlétisme aux Jeux méditerranéens de 1987
Navigation
Les épreuves d'athlétisme des Jeux méditerranéens de 1987 ont eu lieu à Lattaquié en Syrie.

## Résultats

### Hommes
| Épreuve                            | Or                                                                    | Or              | Argent                                                                         | Argent          | Bronze                                                                       | Bronze          |
| ---------------------------------- | --------------------------------------------------------------------- | --------------- | ------------------------------------------------------------------------------ | --------------- | ---------------------------------------------------------------------------- | --------------- |
| 100 m                              | Stefano Tilli Italie                                                  | 10 s 41         | Ezio Madonia Italie                                                            | 10 s 52         | Mustapha Kamel Selmi Algérie                                                 | 10 s 56         |
| 200 m                              | Stefano Tilli Italie                                                  | 20 s 76 w       | Mustapha Kamel Selmi Algérie                                                   | 20 s 84 w       | Jean-Charles Trouabal France                                                 | 20 s 88 w       |
| 400 m                              | Antonio Sánchez Espagne                                               | 45 s 98         | Ismail Mačev Yougoslavie                                                       | 46 s 23         | Marcello Pantone Italie                                                      | 46 s 40         |
| 800 m                              | Faouzi Lahbi Maroc                                                    | 1 min 48 s 87   | Saïd M'Hand Maroc                                                              | 1 min 49 s 52   | Andrés Vera Espagne                                                          | 1 min 50 s 37   |
| 1 500 m                            | Saïd Aouita Maroc                                                     | 3 min 39 s 48   | Zeki Öztürk Turquie                                                            | 3 min 40 s 53   | Teófilo Benito Espagne                                                       | 3 min 41 s 27   |
| 5 000 m                            | Saïd Aouita Maroc                                                     | 13 min 38 s 05  | Brahim Boutayeb Maroc                                                          | 13 min 40 s 73  | Abel Antón Espagne                                                           | 13 min 48 s 26  |
| 10 000 m                           | Fethi Baccouche Tunisie                                               | 28 min 39 s 66  | Brahim Boutayeb Maroc                                                          | 28 min 40 s 34  | Spyros Andriopoulos Grèce                                                    | 28 min 40 s 38  |
| Marathon                           | Enrico Ogliar Badessi Italie                                          | 2 h 24 min 13 s | Georgios Afordakos Grèce                                                       | 2 h 25 min 23 s | Ahmet Altun Turquie                                                          | 2 h 25 min 29 s |
| 3000 m steeple                     | Alessandro Lambruschini Italie                                        | 8 min 19 s 72   | Saïd Aouita Maroc                                                              | 8 min 21 s 92   | Fethi Baccouche Tunisie                                                      | 8 min 35 s 33   |
| 110 m haies                        | Pascal Boussemart France                                              | 13 s 90         | Gianni Tozzi Italie                                                            | 13 s 92         | Daniel Darien France                                                         | 13 s 98         |
| 400 m haies                        | José Alonso Espagne                                                   | 49 s 93         | Jesús Ariño Espagne                                                            | 50 s 68         | Angelo Locci Italie                                                          | 51 s 05         |
| Saut en hauteur                    | Novica Čanović Yougoslavie                                            | 2,24 m          | Luca Toso Italie                                                               | 2,24 m          | Daniele Pagani Italie                                                        | 2,21 m          |
| Saut à la perche                   | Gianni Stecchi Italie                                                 | 5,30 m          | Alain Morineau France                                                          | 5,20 m          | Giorgio Grassi Italie                                                        | 5,20 m          |
| Saut en longueur                   | Dimitrios Chatzopoulos Grèce                                          | 7,89 m          | Jean-Louis Rapnouil France                                                     | 7,82 m          | Othmane Belfaa Algérie                                                       | 7,61 m          |
| Triple saut                        | Mários Hadjiandréou Chypre                                            | 16,49 m         | Ahmed Hassan Badra Égypte                                                      | 15,98 m         | Theodoros Tantanozis Grèce                                                   | 15,96 m         |
| Lancer du poids                    | Dimítrios Koutsoúkis Grèce                                            | 19,23 m         | Jovan Lazarević Yougoslavie                                                    | 19,06 m         | Aubert Tréguilly France                                                      | 17,33 m         |
| Lancer du disque                   | Marco Martino Italie                                                  | 60,94 m         | Kostas Georgakopoulos Grèce                                                    | 59,64 m         | Hassan Ahmed Hamad Égypte                                                    | 58,12 m         |
| Lancer du marteau                  | Lucio Serrani Italie                                                  | 74,30 m         | Ajet Toska Albanie                                                             | 74,06 m         | Francisco Fuentes Espagne                                                    | 69,34 m         |
| Lancer du javelot (nouveau modèle) | Sejad Krdžalić Yougoslavie                                            | 74,78 m         | Ivan Mustapić Yougoslavie                                                      | 70,48 m         | Hafez al-Hussein Syrie                                                       | 70,10 m         |
| Decathlon                          | Marco Rossi Italie                                                    | 7 588 points    | Goran Kabić Yougoslavie                                                        | 7 515 points    | Saša Karan Yougoslavie                                                       | 7 503 points    |
| 20 km marche                       | Maurizio Damilano Italie                                              | 1 h 25 min 33 s | Carlo Mattioli Italie                                                          | 1 h 25 min 34 s | Daniel Plaza Espagne                                                         | 1 h 25 min 47 s |
| 4 × 100 m                          | Italie Paolo Catalano Sandro Floris Ezio Madonia Stefano Tilli        | 39 s 67         | Espagne Valentin Rocandio Juan José Prado Miguel Angel García Enrique Talavera | 40 s 15         | France Alain Mazella Thierry Laromanière Jean-Charles Trouabal Daniel Darien | 40 s 16         |
| 4 × 400 m                          | Italie Andrea Montanari Marcello Pantone Vito Petrella Roberto Ribaud | 3 min 5 s 29    | Espagne Juan José Prado Cayetano Cornet Jesus Ariño Antonio Sánchez            | 3 min 7 s 48    | Maroc                                                                        | 3 min 9 s 25    |

### Femmes
| Épreuve           | Or                                                                      | Or            | Argent                                                                   | Argent        | Bronze                     | Bronze        |
| ----------------- | ----------------------------------------------------------------------- | ------------- | ------------------------------------------------------------------------ | ------------- | -------------------------- | ------------- |
| 100 m             | Violetta Kaminska France                                                | 11 s 76       | Kornelija Šinkovic Yougoslavie                                           | 11 s 80       | Laurence Bongard France    | 11 s 93       |
| 200 m             | Marisa Masullo Italie                                                   | 23 s 35       | Kornelija Šinkovic Yougoslavie                                           | 23 s 37       | Anna Rita Angotzi Italie   | 23 s 58       |
| 400 m             | Nathalie Simon France                                                   | 52 s 68       | Erica Rossi Italie                                                       | 53 s 57       | Cosetta Campana Italie     | 54 s 28       |
| 800 m             | Slobodanka Colovic Yougoslavie                                          | 2 min 00 s 94 | Snežana Pajkić Yougoslavie                                               | 2 min 02 s 91 | Adriana Vejkollari Albanie | 2 min 03 s 27 |
| 1 500 m           | Fatima Aouam Maroc                                                      | 4 min 10 s 96 | Agnese Possamai Italie                                                   | 4 min 13 s 98 | Pavlina Evro Albanie       | 4 min 14 s 94 |
| 3 000 m           | Fatima Aouam Maroc                                                      | 8 min 58 s 07 | Rosanna Munerotto Italie                                                 | 9 min 08 s 54 | Rosario Murcia France      | 9 min 13 s 24 |
| 100 m haies       | Patrizia Lombardo Italie                                                | 13 s 41       | Carla Tuzzi Italie                                                       | 13 s 57       | Nacèra Zaaboub Algérie     | 13 s 81       |
| 400 m haies       | Nawal El Moutawakil Maroc                                               | 56 s 28       | Semra Aksu Turquie                                                       | 56 s 59       | Irmgard Trojer Italie      | 57 s 25       |
| Saut en hauteur   | Amra Temim Yougoslavie                                                  | 1,87 m        | Biljana Petrovic Yougoslavie                                             | 1,84 m        | Niki Bakogianni Grèce      | 1,84 m        |
| Saut en longueur  | Antonella Capriotti Italie                                              | 6,43 m        | Christine Leux France                                                    | 6,04 m        | Géraldine Bonnin France    | 5,90 m        |
| Lancer du poids   | Agnese Maffeis Italie                                                   | 15,90 m       | Simone Créantor France                                                   | 15,83 m       | Souad Malloussi Maroc      | 15,42 m       |
| Lancer du disque  | Maria Marello Italie                                                    | 55,98 m       | Lidia Rognini Italie                                                     | 53,08 m       | Isabelle Devaluez France   | 51,56 m       |
| Lancer du javelot | Kristina Jazbinšek Yougoslavie                                          | 59,40 m       | Anna Verouli Grèce                                                       | 58,92 m       | Sofia Sakorafa Grèce       | 57,16 m       |
| Heptathlon        | Nacèra Zaaboub Algérie                                                  | 5 696 points  | Marina Mihajlova Yougoslavie                                             | 5 676 points  | Stefania Frisiero Italie   | 5 000 points  |
| 4 × 100 m         | France Nathalie Simon Martine Cassin Laurence Bongard Violetta Kaminska | 44 s 32       | Italie Anna Rita Angotzi Annarita Balzani Daniela Ferrian Marisa Masullo | 45 s 17       | Grèce                      | 46 s 98       |
| 4 × 400 m         | Italie Cosetta Campana Giuseppina Cirulli Nevia Pistrino Erica Rossi    | 3 min 32 s 14 | France Martine Cassin Christine Jaunin Barbara Gourdet Nathalie Simon    | 3 min 33 s 21 | Syrie                      | 4 min 01 s 35 |